# Josef Tarrak-Petrussen
Josef Nuka David Paulus Tarrak-Petrussen (auch bekannt unter dem Künstlernamen Tarrak; * 5. November 1998 in Nanortalik) ist ein grönländischer Rapper und Filmproduzent.

## Leben
Josef Tarrak-Petrussen ist der Sohn einer Grönländerin und eines Marokkaners. 2016 veröffentlichte er sein erstes Album FxFxS, aus dem das Lied Tupilak ein großer Erfolg war. 2017 tourte er durch Grönland und das Ausland. 2019 erschien sein zweites Album Josef Tarrak, das als Theatervorstellung in Zusammenarbeit mit der Regisseurin Pipaluk K. Jørgensen im Katuaq in Nuuk aufgeführt wurde. In seinen Liedern thematisiert er die Ungleichbehandlung von Grönländern und Dänen auch nach der Kolonialzeit und Probleme der grönländischen Gesellschaft. Tarrak leitet zudem das Unternehmen Tarrak Productions, das seit 2017 Musikvideos produziert.
2017 spielte er eine Rolle in der Online-Science-Fiction-Serie Polar von Aka Hansen. 2018 war er Kameramann für den Film Anori von Pipaluk K. Jørgensen.
2017 erhielt er den Nachwuchspreis der Koda Awards und im selben Jahr den Aufmunterungs-/Nachwuchspreis des Grönländischen Kulturpreises. Er war seit Dezember 2017 mit der neun Jahre älteren Paninnguaq Nuunu Heilmann verheiratet, mit der er eine Stieftochter und ein gemeinsames Kind hat. Mittlerweile sind beide geschieden.